# 니우에의 재외공관 목록

니우에의 재외공관.
니우에
니우에에 대한 주권 공관이 있는 나라
EU 회원국의 대외 관계가 있는 니우에

니우에의 재외공관 목록은 니우에 주재 외교 공관을 각국에 상주시켜 놓는 것을 의미하며, 니우에의 재외공관을 나열한 목록이다.

## 외교 공관이 있는 나라
현재 니우에에 대한 외교 공관이 설치된 나라는 고등판무관 사무소가 마련된 뉴질랜드가 유일하며 실질적인 대사관은 전혀 없다.
- 뉴질랜드 : 웰링턴 (고등판무관 사무소)

## 대표부
- EU 니우에 정부 대표부 : 브뤼셀
- 유네스코 니우에 정부 대표부 : 파리

## 같이 보기
- 니우에의 대외 관계
- 니우에 주재 외국공관 목록